# Congada

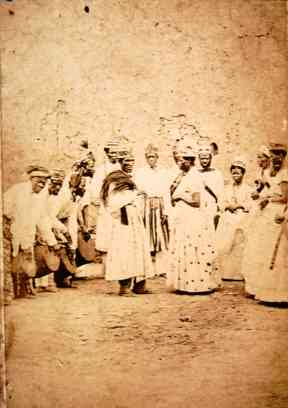
Eine Congada im 19. Jahrhundert. In der Mitte das Königspaar, links Trommler, rechts Tänzerinnen als Hofstaat.

Eine Congada bezeichnet einen dramatischen Volkstanz in Brasilien, bei dem sowohl afrikanische als auch portugiesisch-katholische Musiktraditionen durch Synkretismus miteinander vermischt werden. 
Sie gehört zur música nordestina, der Musik des brasilianischen Nordostens. Die epischen Gesänge werden von Perkussionsmusik (Caixa, Zabumba, Chocalho) und einer Gitarre (Violão) begleitet.
Es handelt sich dabei um religiös inspirierte Volksfeste, meist zu Ehren des Schutzheiligen São Benedicto bzw. zur Festa de Nossa Senhora do Rosário. 1760 wurde zum ersten Mal eine Congada erwähnt. Die Zeremonien werden in der Regel vor Kirchen aufgeführt. Ein wesentlicher Bestandteil ist die Darstellung der Krönung des Kongokönigs und einer Königin.